# WTA Swiss Open 1974
Lo WTA Swiss Open 1974 è stato un torneo di tennis giocato sulla terra rossa. È stata la 5ª edizione del torneo, che fa parte dei Tornei di tennis femminili indipendenti nel 1974. Si è giocato a Gstaad in Svizzera, dall'8 al 14 luglio 1974.

## Campionesse

### Singolare
Helga Schultze ha battuto in finale  Lea Pericoli con il punteggio di 4–6, 6–4, 6–3

### Doppio
Helga Schultze /  Lea Pericoli hanno battuto in finale  Kayoko Fukuoka /  Michelle Rodriguez con il punteggio di 6–2, 6–0